# Шеремет Микола Спиридонович

Могила Миколи Шеремета

Шеремет Микола Спиридонович (10 (23) грудня 1906, Могильов — 28 жовтня 1986, Київ) — український радянський поет і прозаїк, член спілки письменників СРСР з 1943 року, чоловік письменниці Віри Єніної, батько художника Олександра Шеремета.

## Біографія
Народився в місті Могильові (нині Білорусь). У 1929 році закінчив Київський інститут народної освіти, того ж року почав друкуватися (збірка «У похід»), належав до літературної організації «Молодняк». Член ВКП(б) з 1940 року. Учасник німецько-радянської війни. У 1942–1943 роках перебував у партизанському з'єднанні Олексія Федорова. У роки війни друкував статті, нариси, вірші в газетах «Известия», «Комсомольська правда», «Комуніст», «Советская Украина».
Був серед довірених людей колишнього партизанського генерала Олексія Федорова, які рецензували партизанські спогади, документальні і художні твори письменників про партизанів і підпільників, перш ніж бути виданими. Від авторів вимагалося приводити їхні твори у відповідність з точкою зору Федорова.
Жив у Києві. На початку 1960-х років гостро виступав з офіційних партійних позицій проти шестидесятників.
Нагороджений орденом Червоного Прапора, медалями.
Помер 28 жовтня 1986 року. Похований на Байковому кладовищі поруч з дружиною.

## Творчість
Автор великої кількости збірок поезій — усі в офіційному дусі. Того ж спрямування і книги нарисів «В районі суцільної» (1930), «Кров їх не пройшла даремно» (1938); зокрема з партизанської тематики: «В лісах України» (1944), «В партизанських загонах» (1947), «Молоді месники» (1949), «З глибин пам'яті» (1977); роман «Вартові миру» (1936).